# Десятистрельные тюрки
Десятистрельные тюрки (др. тюрк. ‏𐰆𐰣:𐰸:𐰉𐰆𐰑𐰣‎, On oq budun — «народ десяти стрел») — тюркские племена, состоявшие из пяти племён нушиби и пяти племён дулу Западно-тюркского каганата.
Как отмечает Чэнь Чжунмянь, деление западных тюрков на десять племён существовало издавна, поэтому появление в Цзю Тан Шу фразы «неожиданно их государство разделилось на десять племён» надо рассматривать как свидетельство некомпетентности историографов в заграничных делах.
В 635 г. племена дулу и нушиби добились самоуправления; пять племен дулу и пять племен нушиби получили по начальнику не из рода Ашина, а, по-видимому, из местной племенной знати. Каждый из этих начальников был по достоинству приравнен к шаду, то есть принцу крови. Каждому из них была вручена стрела как символ власти, и отсюда возникло название «тюрки десяти стрел». Границей между двумя союзами, дулу и нушиби, стала река Чу.